# موسيقى كوريا

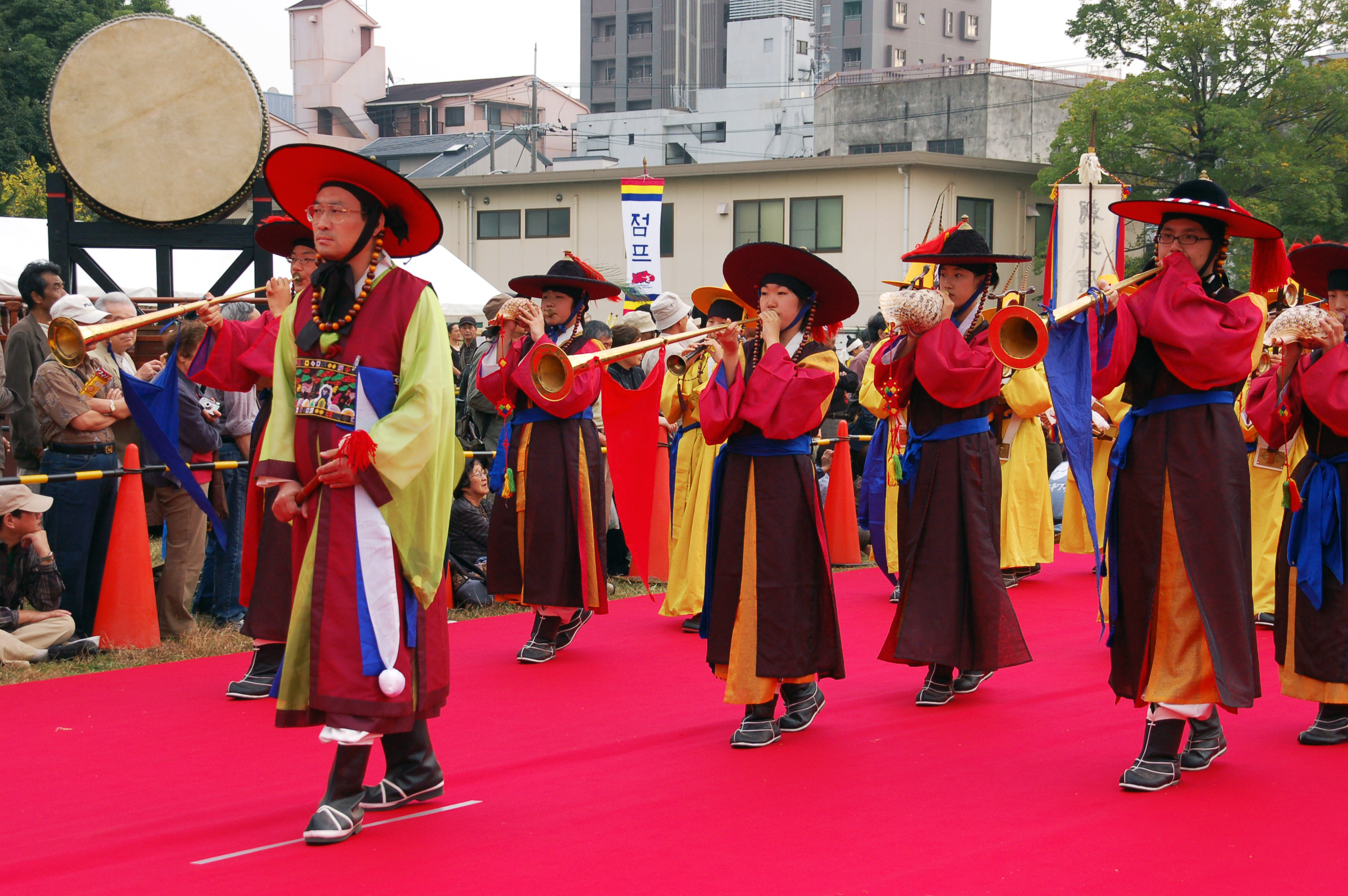
عرض موسيقي تقليدي في سول.

الموسيقى الكورية التقليدية تضم أنواعاً مختلفةً من الأنماط الموسيقية الشعبية والصوتية والدينية والشعائرية والتي طورها الشعب الكوري. قام سكان شبه جزيرة كوريا بأداء هذه الموسيقى إلى جانب الفنون والرسوم والمنحوتات منذ فترات ما قبل التاريخ. تظهر في كوريا حالياً نوعان من الموسيقى هما غُغاك وهي الموسيقى التقليدية ويانغاك وهي الموسيقى الغربية.